# Leptogenys mactans
Leptogenys mactans é uma espécie de formiga do gênero Leptogenys, pertencente à subfamília Ponerinae.